# Sunuci
I Sunuci (o Sinuci o Sunici) erano un gruppo tribale che abitava all'interno della provincia romana della Germania inferiore, che in seguito divenne Germania secunda.

## Descrizione
All'interno di questa provincia abitavano le Civitas Agrippinenses, con capitale a Colonia. Si pensa che siano stati una tribù germanica, di lingua germanica, anche se potrebbero aver avuto una discendenza mista. Vissero tra la Mosa (olandese Maas, latino Mosa) ed il Roer nel periodo imperiale romano. Utilizzando una localizzazione attuale, si può dire che si trovavano probabilmente in Germania vicino a Aquisgrana, Jülich, Eschweiler e Düren, e nelle zone vicine dei Paesi Bassi meridionali, attorno a Valkenburg, oltre che nel Belgio orientale e in parte dell'antico Ducato di Limburgo. Esiste una città in territorio belga, vicino al confine con Aquisgrana, chiamata Sinnich, nel Voeren, che potrebbe aver preso da loro il nome. In altre parole, vissero poco a nord del confine settentrionale raggiunto dalle lingue romanze derivate dal latino.
Le origini della tribù sono sconosciute, ma si crede che, come i vicini Ubi posti più ad oriente, abbiano inglobato immigranti germanici provenienti da est del Reno, giunti nel corso di generazioni. Come i Cugerni, ad esempio, potrebbero discendere dai Sigambri. La Germania Inferiore si trovava ad ovest del Reno e fu descritta da Giulio Cesare, al tempo della conquista romana, come parte della Gallia belga. Molti nomi di tribù e persone citati in questa zona sono considerati celtici, non germanici. Già molto tempo prima del loro arrivo, ci fu un afflusso di persone provenienti da est del Reno tra cui, in particolare per l'area dei Sunuci, il gruppo tribale che in seguito Tacito disse far parte dei "Germani", i cosiddetti "Germani Cisrhenani". Non si sa se questi Germani originali parlassero una lingua germanica. Cesare e Tacito erano più interessati al fatto che le tribù provenienti da est del Reno, quelle che alla fine furono chiamate Germani (origine dell'attuale termine "Germania"), e tutte di lingua germanica, erano meno rammolliti dalla civiltà, e quindi più difficili da sconfiggere in battaglia o incorporare nell'impero romano.
Alcune tribù particolari che entrarono in territorio romano in tempi successivi, come gli Ubi che abitavano tra Roer e Reno, sono solitamente considerate di lingua germanica, ed esistono le registrazioni della loro immigrazione e dei loro insediamenti. Per quanto riguarda i Sunuci, non esistono fonti chiare, ed è la loro posizione geografica che generalmente porta a ritenerli un gruppo insediatosi durante il periodo imperiale romano, e quindi germanico. D'altra parte esistono indizi che farebbero supporre una discendenza, almeno parziale, dai Segni, una delle tribù germaniche descritte da Cesare come coloro che colonizzarono la regione almeno nel II secolo a.C., quando i Cimbri liberarono la zona.
Nel suo Naturalis historia, Plinio il Vecchio elenca i Sunuci tra i Tungri ed i Frisiavoni. Si arruolarono nell'esercito romano, stanziati in parte in Britannia e nell'odierno Galles. Anche Tacito citò i Sunuci come uno dei popoli presenti nella regione durante la rivolta batava. Alcuni di loro si unirono alla rivolta di Gaio Giulio Civile, e furono combattuti da Claudius Labeo, il quale prese il controllo di un ponte sulla Mosa con un gruppo di Betasii, Tungri e Nervi
Due nomi di divinità sono stati associati ai Sunuci, una dea di nome Sunuxal o Sunuxsal ed un dio chiamato Varnenos o Varneno.
Ciò che accadde ai Sunuci alla fine dell'era romana è incerto. Il loro territorio ospitò nuovi gruppi che attraversarono il Reno, parte dell'amalgama di tribù noto come Franchi. I Franchi si unirono sotto ai re, ed in seguito divennero semi-indipendenti all'interno del territorio romano, iniziando a spostarsi nelle aree più popolose a sud, per poi conquistare buona parte dell'Europa Occidentale e combattendo il Sacro Romano Impero. Se anche i Sunuci rimasero in questa zona, fecero parte di questo sviluppo.